# Ю
Вижте пояснителната страница за други значения на Ю.
Ю, ю е буква в много от славянските кирилски азбуки (29-а в българската, 31-ва в беларуската, 32-ра в руската и украинската азбука) и в зависимост от положението си обозначава звука /ju, jo, jɔ, jʊ/ или /u/. От сръбската азбука е изхвърлена в средата на 19 век, а в новосъздадената след 1944 г. македонска писмена норма, устроена по образец на сръбската, не е въвеждана. Също така се използва и в някои неслявански езици, които използват кирилска азбука (езиците в Руската федерация, Казахстан, Киргизстан, Таджикистан и Монголия).
Тя е създадена като съчетание на два други звука – „й“, „о“/„у“.